# ألان روب جرييه
ألان روب جرييه (بالفرنسية: Alain Robbe-Grillet) (18 أغسطس 1922 - 18 فبراير 2008) كان كاتبًا ومخرجًا فرنسيًا. وكان أحد الشخصيات الأكثر ارتباطًا بنهج نوفو رومان (رواية جديدة) في الستينيات، إلى جانب ناتالي ساروت، وميشيل بوتور، وكلود سيمون. انتُخب ألان روب جرييه عضوًا في الأكاديمية الفرنسية في 25 مارس 2004، خلفًا لموريس ريمس في المقعد رقم 32. كان متزوجًا من كاثرين روب جرييه (قبل الزواج رستاكيان).

## السيرة الذاتية
ولد ألان روب جرييه في بريست (فنستير، فرنسا) لعائلة من المهندسين والعلماء. تدرب كمهندس زراعي. خلال عامي 1943 و 1944، شارك في العمل القسري في نورمبرغ، حيث كان يعمل ميكانيكيًا. اعتبر روب جرييه الأشهر القليلة الأولى بمثابة عطلة له، فبسبب التدريب البدائي للغاية الذي حصل عليه لتشغيل الآلات، كان لديه وقت فراغ للذهاب إلى المسرح والأوبرا. في عام 1945، أكمل شهادته في المعهد الوطني للهندسة الزراعية. وفي وقت لاحق، أخذه عمله كمهندس زراعي إلى المارتينيك، وغويانا الفرنسية، وجوادلوب، والمغرب. في عام 1960، كان من الموقعين على بيان الـ 121 لدعم النضال الجزائري من أجل الاستقلال. مات في كاين بعد معاناته بسبب مشاكل في القلب.

## السيرة السينمائية
- الخلود (1963)
- عبر قطار أوروبا السريع (1966)
- الرجل الذي يكذب (1968)
- الجنة وبعدها (1970)
- أخذ إن حجر النرد... (1971)
- انزلاقات متتالية من المتعة (1974)، بطولة أنيلي ألفينا، وأولغا جورجس بيكو، وميشيل لونسدال، وجان مارتن. المحرر بوب وايد، والمنتج روجر بوبليل.
- اللعب مع النار (1975)
- الأسيرة الجميلة (1975) بطولة دانيال ميسجياسح، وغابرييل لازور، وسيريل كلير، ودانيال إميلفورك، ورولاند دوبيلارد، وفرانسوا شوميت.
- الفيلا الزرقاء (1995) بطولة فرد وارد، وأرييل دومباسل.
- هذه المدرجات التي تناديك (2006) بطولة جيمس ويلبي، وأرييل دومباسل، وداني فيراسيمو.

## روابط خارجية
- ألان روب جرييه على موقع IMDb (الإنجليزية)
- ألان روب جرييه على موقع الموسوعة البريطانية (الإنجليزية)
- ألان روب جرييه على موقع مونزينجر (الألمانية)
- ألان روب جرييه على موقع ألو سيني (الفرنسية)
- ألان روب جرييه على موقع ميوزك برينز (الإنجليزية)
- ألان روب جرييه على موقع أول موفي (الإنجليزية)
- ألان روب جرييه على موقع قاعدة بيانات الأفلام السويدية (السويدية)
- ألان روب جرييه على موقع إن إن دي بي (الإنجليزية)
- ألان روب جرييه على موقع ديسكوغز (الإنجليزية)
- ألان روب جرييه على موقع قاعدة بيانات الفيلم (الإنجليزية)